# Empis exilis
Empis exilis är en tvåvingeart som beskrevs av Daniel William Coquillett 1903. Empis exilis ingår i släktet Empis och familjen dansflugor.
Artens utbredningsområde är Missouri. Inga underarter finns listade i Catalogue of Life.